# فينس كيبل

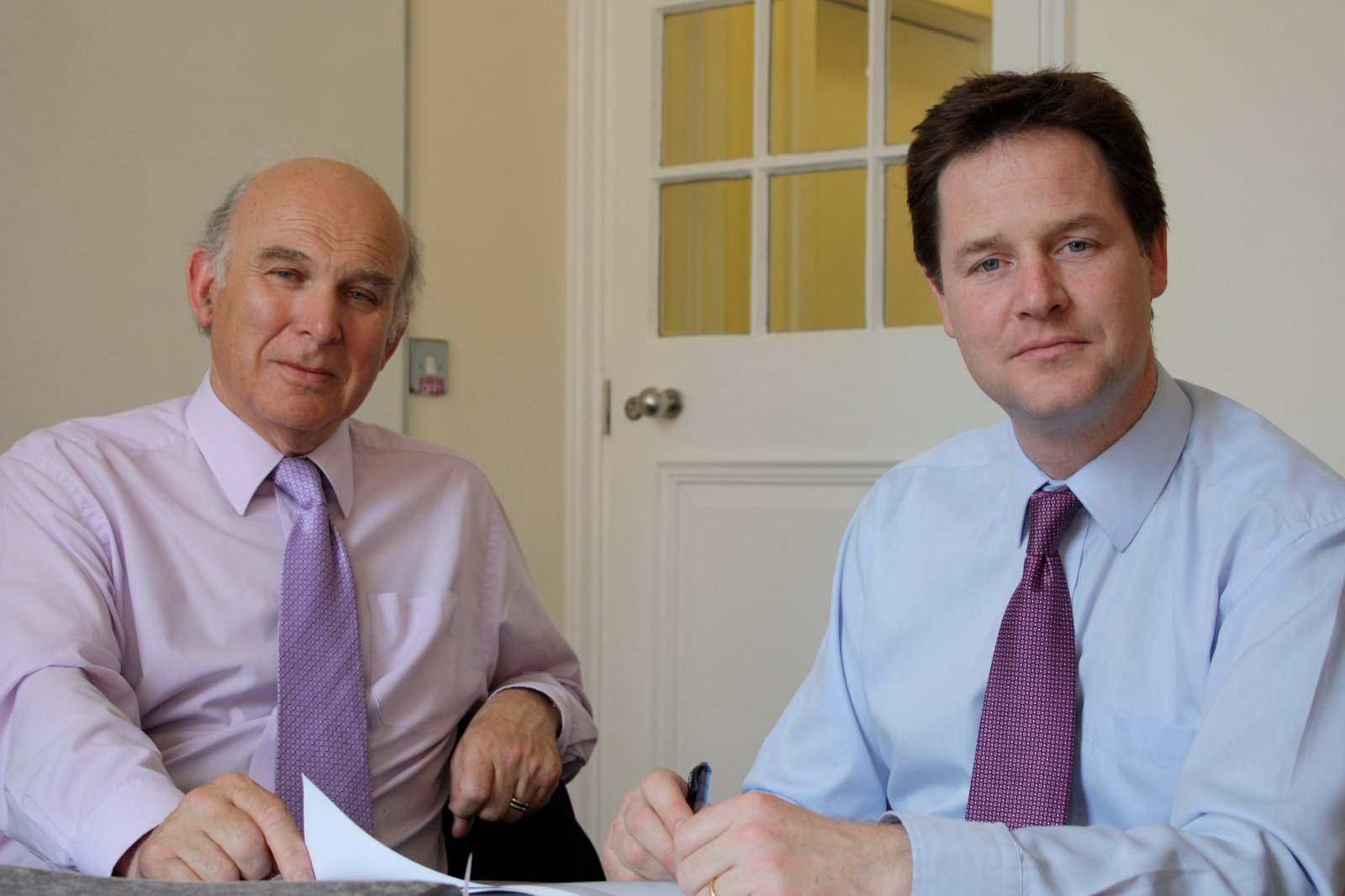
فينس كيبل إلى جانب نك كلغ.

السير جون فينسنت كيبل (بالإنجليزية: Vince Cable) (من مواليد 9 مايو 1943) هو سياسي بريطاني وزعيم حزب الديمقراطيين الليبراليين منذ عام 2017 حتى عام 2019. وكان عضوًا في البرلمان عن تويكنهام منذ عام 1997 حتى عام 2015، ومنذ عام 2017 حتى عام 2019. وخدم في مجلس الوزراء بصفته وزير دولة للأعمال والابتكار والمهارات منذ عام 2010 حتى عام 2015.
درس كيبل الاقتصاد في جامعتي كامبريدج وغلاسكو، قبل أن يعمل كمستشار اقتصادي لحكومة كينيا في ستينيات القرن العشرين، ولأمانة الكومنولث في سبعينيات وثمانينيات القرن العشرين. وخلال هذه الفترة، حاضر أيضًا في الاقتصاد في جامعة غلاسكو. وقد عمل لاحقًا كرئيس الخبراء الاقتصاديين في شركة شل (رويال داتش شل) في تسعينيات القرن العشرين. نشط كيبل في البداية في حزب العمال، وأصبح مستشارًا للعمال في جامعة غلاسكو في سبعينيات القرن العشرين، وخلال تلك الفترة كان يعمل أيضًا كمستشار خاص لوزير التجارة آنذاك جون سميث. ولكن في عام 1982، انضم إلى الحزب الديمقراطي الاجتماعي المشكل حديثًا، والذي دمج في وقت لاحق مع الحزب الليبرالي لتشكيل حزب الديمقراطيين الليبراليين.
بعد فشل ترشحه للبرلمان أربع مرات، انتُخب كيبل عن تويكنهام في عام 1997. وسرعان ما عُين ناطقًا رسميًا عن حزب الديمقراطيين الليبراليين في وزارة الخزينة، وانتُخب لاحقًا نائبًا لزعيم الحزب في عام 2006. استقال كيبل من هذين المنصبين في مايو عام 2010 بعد تعيينه وزير دولة للأعمال والابتكار والمهارات في الحكومة الائتلافية. وخسر منصبه في عام 2015، على الرغم من أنه استعاده في وقت لاحق في عام 2017. وبعد ذلك ترشح كيبل في انتخابات القيادة ليحل محل تيم فارون، وانتخب بالتزكية.
في مايو عام 2019، قاد كيبل الديمقراطيين الليبراليين إلى أفضل أداء انتخابي وطني لهم منذ انتخابات عام 2010، وحصل على خمسة عشر مقعدًا في انتخابات البرلمان الأوروبي. وجاء ذلك في أعقاب حملة قام فيها الحزب بتشغيل منصة معارضة لانسحاب المملكة المتحدة من الاتحاد الأوروبي تحت شعار «بولوكس تو بريكست». ثم أعلن بعد ذلك عن نيته التقاعد من العمل السياسي، واستقال من منصبه كزعيم للحزب في 22 يوليو عام 2019، عند انتخاب جو سوينسون؛ واستقال من البرلمان في الانتخابات العامة لعام 2019.

## نشأته وتعليمه
ولد كيبل في يورك لعائلة من الطبقة العاملة تدعم حزب المحافظين. كان والده، لين، يعمل حرفيًا في شركة راونتري، وكانت والدته، إيديث، تعمل في تعبئة الشوكولاتة في مصنع تيري. ارتاد كيبل مدرسة قواعد نونثورب حيث أصبح رئيس الطلاب. ثم التحق بكلية فيتزويليام، كامبريدج، حيث درس العلوم الطبيعية في البداية ثم انتقل لاحقًا إلى دراسة الاقتصاد. وكان رئيسًا لاتحاد كامبريدج عام 1965. وكان أيضًا عضوًا في اللجنة ثم الرئيس المنتخب لنادي جامعة كامبريدج الليبرالي، لكنه استقال من الحزب الليبرالي قبل توليه منصب الرئيس. وأثناء وجوده في كامبريدج، كان معاصرًا لمافيا كامبريدج.
في عام 1966، في نهاية دراسته في جامعة كامبريدج، عُين كيبل كزميل في معهد التنمية الخارجية (زميل أو دي أي نوفيلد) يعمل في كينيا.
تخرج في عام 1973 بدرجة دكتوراه في الاقتصاد من جامعة غلاسكو في التكامل الاقتصادي والتحويل الصناعي.

## مشواره المهني في الاقتصاد
حاضر كيبل لبعض الوقت في جامعة غلاسكو وكان زميل أبحاث زائر في مركز دراسة الحوكمة العالمية في كلية لندن للاقتصاد، لمدة ثلاث سنوات حتى عام 2004. وفي عام 2016، عُين كيبل أستاذًا فخريًا للاقتصاد في جامعة نوتنغهام.
من عام 1966 حتى عام 1968، كان مسؤول تمويل الخزينة للحكومة الكينية. وفي عام 1969، زار أمريكا الوسطى كباحث في السوق المشتركة لأمريكا الوسطى حديثة التأسيس.
منذ أوائل سبعينيات القرن العشرين وحتى منتصفها، شغل كيبل منصب السكرتير الأول في عهد هيو كارليس في قسم أمريكا اللاتينية بوزارة الخارجية. وقد شارك في بعثة سي بي أي التجارية إلى أمريكا الجنوبية في هذا الوقت، وفيها انخرط لستة أشهر في الدبلوماسية التجارية. وفي أواخر سبعينيات القرن العشرين، كان المستشار الخاص لجون سميث عندما كان الأخير وزير التجارة. وكان مستشارًا لحكومة المملكة المتحدة، ثم لأمين عام الكومنولث شريداث «سوني» رامفال في السبعينيات والثمانينيات من القرن العشرين. 
خدم بصفة رسمية في اجتماع رؤساء حكومات الكومنولث لعام 1983 في دلهي، وشهد «جلسات خاصة مباشرة» شاركت فيها أنديرا غاندي، ورئيسة الوزراء آنذاك مارغريت ثاتشر، ولي كوان يو، وبوب هوك وأخرون غيرهم. وكان حاضرًا في قمم الأعوام 1985 و1987 و1989. وفي نفس الفترة، ساهم في لجنة براندت، ولجنة بالم، ولجنة برونتلاند التابعة للأمم المتحدة.
منذ ثمانينيات القرن العشرين، بدأ كيبل بالكتابة والمشاركة في كتابة العديد من المنشورات لصالح العولمة والتجارة الحرة والتكامل الاقتصادي مثل: الحمائية، والانحدار الصناعي، وتجارة الثقافة، والتطور عبر الاستثمار الأجنبي.
عمل كيبل في شركة النفط رويال داتش شل في الفترة منذ عام 1990 حتى عام 1997، حيث شغل منصب كبير الخبراء الاقتصاديين بين عامي 1995 و1997. وقد تعرض دوره في شل للتدقيق حيث اتهمت الشركة بلعب دور في وقت مضطرب من السياسة النيجيرية خلال فترة الدكتاتورية للجنرال ساني أباتشا. 
في عام 2017، أصبح كابل مستشارًا استراتيجيًا في مجلس التجارة العالمية لمنتدى التجارة العالمية السنوي الذي تشارك في تنظيمها كل من شركة ميسيس وإف تي لايف (فاينانشال تايمز).

## وصلات خارجية
- فينس كيبل على موقع الموسوعة البريطانية (الإنجليزية)
- فينس كيبل على موقع مونزينجر (الألمانية)
- فينس كيبل على موقع إن إن دي بي (الإنجليزية)

1. ↑  Hansard 1803–2005 (بالإنجليزية), QID:Q19204319
2. ↑  Wheeler، Brian (20 يوليو 2017). "The Vince Cable story: Profile of new Lib Dem leader". بي بي سي نيوز. مؤرشف من الأصل في 2019-05-26. اطلع عليه بتاريخ 2019-07-22.
3. ↑  "Vince Cable Resigns!". Iaindale.blogspot.com. 26 فبراير 2010. مؤرشف من الأصل في 2010-05-29. اطلع عليه بتاريخ 2010-06-19.
4. ↑  "Vince Cable named new leader of Liberal Democrats". مؤرشف من الأصل في 2017-07-20.
5. ↑  "The UK's European elections 2019". BBC News. 26–27 مايو 2019. مؤرشف من الأصل في 2019-08-10. اطلع عليه بتاريخ 2019-05-27.
6. ↑  "Why the Liberal Democrats' "Bollocks to Brexit" slogan is a stroke of genius". مؤرشف من الأصل في 2019-08-29. اطلع عليه بتاريخ 2019-05-27.
7. ↑  Boseley، Sarah (10 مارس 2015). "Vince Cable: adult education helped my mother overcome mental illness". مؤرشف من الأصل في 2017-08-10 – عبر The Guardian.
8. ↑  York، Nicola (12 مارس 2009). "Vince Cable". MoneyMarketing.co.uk. London. مؤرشف من الأصل في 2012-03-24. اطلع عليه بتاريخ 2009-09-23.
9. ↑  About us نسخة محفوظة 31 August 2013 على موقع واي باك مشين. Keynes Society
10. ↑  "Subscribe to read". Financial Times. مؤرشف من الأصل في 2017-10-25. اطلع عليه بتاريخ 2017-10-25. {{استشهاد ويب}}: الاستشهاد يستخدم عنوان عام (مساعدة)
11. ↑  "Life as a Fellow: Dr Vincent Cable MP, Liberal Democrat Treasury Spokesperson, The Treasury, Kenya, 1966–1968, From a speech presented at the ODI Fellowship Scheme 40th Anniversary" (PDF). Overseas Development Institute (ODI). 15 يوليو 2003. مؤرشف (PDF) من الأصل في 2011-11-10. اطلع عليه بتاريخ 2017-07-09.
12. ↑  Cable، Vincent (1973). Economic integration and the industrialisation of small, developing nations : the case of Central America (PhD thesis). University of Glasgow. مؤرشف من الأصل في 2013-12-19.
13. ↑  "Archived copy". مؤرشف من الأصل في 2012-04-18. اطلع عليه بتاريخ 2012-04-13.{{استشهاد ويب}}:  صيانة الاستشهاد: الأرشيف كعنوان (link)
14. ↑  "Sir Vince Cable is made an Honorary Professor at The University of Nottingham – The University of Nottingham". www.nottingham.ac.uk. مؤرشف من الأصل في 2017-04-19.
15. ↑  "Dr Vince Cable MP – Secretary of State for Business". Liberal Democrats. مؤرشف من الأصل في 2013-12-12.
16. ↑  "Archived copy" (PDF). مؤرشف (PDF) من الأصل في 2017-08-12. اطلع عليه بتاريخ 2017-08-23.{{استشهاد ويب}}:  صيانة الاستشهاد: الأرشيف كعنوان (link)
17. ↑  Vincent.، Cable (2009). Free Radical : a Memoir. New York: Atlantic Books Ltd. ISBN:9781848874381. OCLC:792687014.
18. ↑  "Sir Vince Cable – Georgina Capel Associates ltd". Georgina Capel Associates ltd. مؤرشف من الأصل في 2017-08-23. اطلع عليه بتاريخ 2017-07-13.
19. ↑  "Vince Cable: Beneath the halo". New Statesman. مؤرشف من الأصل في 2010-12-22. اطلع عليه بتاريخ 2010-12-21.
20. ↑  "Vincent Cable". politics.co.uk. مؤرشف من الأصل في 2017-08-23. اطلع عليه بتاريخ 2017-07-13.
21. ↑  "Sir Vince Cable joins World Trade Board as strategic advisor". World Trade Symposium. مؤرشف من الأصل في 2017-08-26. اطلع عليه بتاريخ 2017-08-26.
22. ↑  "World Trade Board | World Trade Symposium". worldtradesymposium.com. مؤرشف من الأصل في 2017-08-26. اطلع عليه بتاريخ 2017-08-26.